# پالمدیل (مینه‌سوتا)
پالمدیل (به انگلیسی: Palmdale) یک منطقهٔ مسکونی در ایالات متحده آمریکا است که در مینه‌سوتا قرار دارد. پالمدیل ۲۸۴٫۹۹ متر بالاتر از سطح دریا واقع شده‌است.